# シーエイプロダクション
有限会社シーエイプロダクションは、コンピューターゲームのソフト開発を主業務とする日本のゲームメーカーである。

## 概要
テクノソフトで｢ヘルツォーグ・ツヴァイ｣などのタイトルに携わった辻川治が独立し、1993年に長崎県大村市にて設立した。設立当初からハドソンとの関係が深く、初期には「ウィンズ オブ サンダー」「銀河婦警伝説サファイア」などのPCエンジン末期のタイトル開発に携わり、90年代末からはハドソンが開発を担当したマリオパーティシリーズの開発協力を一貫して行っている。その他にも「DECA SPORTA」「Wii Party」「世界のアソビ大全51」などのライトユーザー向けタイトルの開発実績が豊富である。

## 開発(協力)タイトル
- ゲート オブ サンダー - PCエンジンSUPER CD-ROM2、1992年
- ウィンズ オブ サンダー - PCエンジンSUPER CD-ROM2、1993年
- 鋼 - スーパーファミコン、1994年
- 銀河婦警伝説サファイア - PCエンジンSUPER CD-ROM2、1995年
- 鬼神童子ZENKI烈闘雷伝 - スーパーファミコン、1996年
- バルクスラッシュ - セガサターン、1997年
- b.l.u.e. Legend of water - プレイステーション、1998年
- マリオパーティシリーズ （アドバンスを除く）[1]
- スカイオデッセイ - プレイステーション2、2001年
- WING ISLAND - Wii、2008年
- DECA SPORTAシリーズ
- Wii Partyシリーズ
- Wiiリモコンプラス バラエティ　- Wii、2011年
- 世界のアソビ大全51 - Nintendo Switch、2020年
- Nintendo Switch 2 のひみつ展 - Nintendo Switch 2、2025年